# Bocage (série de televisão)
Bocage foi uma série de televisão exibida em 2006 pela RTP, que retratava os dotes poéticos e a vida boémia de Bocage.
A série foi nomeada pelo prestigiado Festival de Cannes como uma das melhores séries europeias desse ano.

## Elenco
- Miguel Guilherme.... Bocage
- Carla Bolito... Nise
- Fernando Luís... António Bersane
- Henrique Viana (†)... Pina Manique
- Margarida Marinho... condessa de Oyenhausen
- João Saboga... José Pedro das Luminárias
- Manuel João Vieira... Padre Agostinho Macedo
- Maria João Luís... Cecília Bersane
- Bruno Bravo... José David
- João Vaz... José Bersane
- Anabela Teixeira... Manteigui
- Diana Costa e Silva... Maria Vicência
- Filomena Cautela... Ana Perpétua
- Rui Reininho... Vicente Lunardi
- Raul Orofino... padre Domingos Caldas
- Carlos Paca... Pichelim
- Filipe Crawford... Conde de Pombeiro
- Filipe Ferrer (†)... Manuel Constâncio
- Rui Morrison... duque de Lafões
- João Didelet... Diogo Borel

## Episódios
| # | Título                  | Transmissão RTP         |  |
| - | ----------------------- | ----------------------- |  |
| 1 | "O Regresso"            | 13 de Janeiro de 2006   |  |
| 2 | "Por Manteigui"         | 20 de Janeiro de 2006   |  |
| 3 | "Guerra dos Vates"      | 27 de Janeiro de 2006   |  |
| 4 | "O Voo de Lunardi"      | 3 de Fevereiro de 2006  |  |
| 5 | "O Almocreve das Petas" | 10 de Fevereiro de 2006 |  |
| 6 | "O Mundo às Avessas"    | 17 de Fevereiro de 2006 |  |
| 7 | "Deixar a Vida"         | 24 de Fevereiro de 2006 |  |
| 8 | "O Duelo"               | 3 de Março de 2006      |  |